# Juan Carlos Calvimontes
Juan Carlos Calvimontes Camargo  (Sucre, Bolivia; 10 de septiembre de 1964) es un médico, ex ministro y político boliviano. Ocupó el cargo de ministro de Salud de Bolivia desde el 23 de enero de 2012 hasta el 23 de enero de 2015; durante el segundo gobierno del presidente Evo Morales Ayma.

## Biografía
Juan Carlos Calvimontes nació el 10 de septiembre de 1964 en la ciudad de Sucre. Comenzó sus estudios escolares en 1970, saliendo bachiller el año 1981 en su ciudad natal. Continuó con sus estudios superiores ingresando estudiar en la carrera de medicina de la Universidad San Francisco Xavier de Chuquisaca el año 1981. Pero por diferente motivos circunstanciales de la vida, Juan Carlos no pudo concluir la carrera de medicina. Tuvieron que pasar 26 años después, para que recién logre culminar la carrera, graduándose el año 2007 como médico de peofesión en la Universidad Autónoma Gabriel René Moreno (UAGRM) de la ciudad de Santa Cruz de la Sierra.
Desde febrero de 1998 hasta el año 2002, Calvimontes trabajo como auxiliar de servicios múltiples de terapia intensiva móvil en la empresa TOTALMED S.A. 
En 2007 fue asesor de Yacimientos Petrolíferos Fiscales Bolivianos (YPFB). En 2008 fue asesor del Ministerio de Obras Públicas de Bolivia. Además de ser presidente del directorio de la Caja Petrolera de Salud.
En 2010, Calvimontes se desempeñó como director nacional de salud de la caja petrolera. En 2011 fue director nacional de autonomías en el Ministerio de Autonomías de Bolivia.

## Vida política

### Ministro de Salud de Bolivia (2012-2015)
El 23 de enero de 2012, Juan Carlos Calvimontes fue posesionado como ministro de Salud y Deportes de Bolivia por el Presidente de Bolivia Evo Morales Ayma. Acompañándole como viceministro de salud, Calvimontes ratificó a Martín Maturano en el mismo cargo que éste ya ocupaba desde 2010.
Durante su gestión como ministro, Juan Carlos fue uno de los artífices para la promulgación del decreto supremo que fija en 8 horas de trabajo para el personal médicos de todo el país de hospitales públicos y privados. Esta medida derivó en grandes protestas por parte de los médicos en el mes de abril de 2012. 
El 30 de abril de 2014, Calvimontes posesionó a Ariana Campero Nava en el cargo de Viceministra de Salud, reemplazando a Martín Maturano en dicho puesto.
Juan Carlos Calvimontes dejó el cargo de ministro de Salud de Bolivia el 23 de enero de 2015, sucediéndole en el cargo su viceministra Ariana Campero Nava.

### Violación a los Derechos Humanos
El 22 de diciembre de 2014, el ministro Calvimontes convocó a una conferencia de prensa para revelar la enfermedad de VIH Sida que padecía el exmagistrado Gualberto Cusi, violando así derechos y las garantías constitucionales y legales respecto a la protección de la intimidad y privacidad del paciente consagrada en la Constitución Política del Estado boliviana; burlando las leyes que garantizan la confidencialidad y vulnerando convenios internacionales. 
En una segunda declaración aseguró que lo hizo por "precautelar a la población".
La Ley 3729, para la prevención del VIH y la protección de los derechos de quienes viven con esa enfermedad, promulgada por el presidente Evo Morales Ayma el año 2007, establece el "principio de confidencialidad", "el derecho a la privacidad" sobre el estado ceropositivo de un enfermo y el "derecho a la reserva de su identidad y situación".

### Caja Petrolera de Salud y director general de promoción
El 10 de mayo de 2017, mediante resolución suprema 21220, el presidente Evo Morales Ayma designó en el cargo de presidente del directorio de la Caja Petrolera de Salud al exministro Juan Carlos Calvimontes.
Un año después, el 15 de junio de 2018, Juan Carlos Calvimontes volvió al Ministerio de Salud de Bolivia como director general de promoción de dicho ministerio. Cabe mencionar que la organización de personas con VIH Sida en Bolivia, pidieron la destitución de Juan Carlos Calvimontes de su cargo en el ministerio de salud. El ministro de ese entonces Rodolfo Rocabado mencionó que el doctor Calvimontes cumplía todos los requisitos para permanecer en el ministerio y no que no había motivo para su destitución

### Coronavirus
El 20 de junio de 2020, se hizo conocer ante la opinión pública de todo el país, la noticia de que el exministro de salud de Bolivia Juan Carlos Calvimontes había contraído la mortal enfermedad del Coronavirus en la ciudad de Santa Cruz de la Sierra y necesitaba urgentemente la donación de plasma hiperinmune con tipo de sangre (OR+) para salvar su vida.
| Predecesor: Nila Heredia | Ministro de Salud de Bolivia 23 de enero de 2012 - 23 de enero de 2015 | Sucesor: Ariana Campero Nava |